# The Voice
The Voice е модерна музикална медия с оригинален формат, създаден успешно като радио и телевизия първоначално във Финландия, Швеция, Дания и Норвегия. В първите години на съществуването си The Voice е една от най-популярните музикални марки на скандинавския пазар. Брандът е създаден от скандинавската медийна компания SBS Broadcasting Group, която през 2006 г. стъпва на българския пазар като първоначално придобива радиоверигите Витоша, Атлантик и Веселина, а по-късно и Радио Експрес. През юни 2007 г. SBS Broadcasting Group е придобита от немския медиен гигант ProSiebenSat.1.
Днес The Voice е български музикален бранд, наследил своето име от скандинавските едноименни радиа и телевизии.
Форматът на The Voice е ориентиран към младежка аудитория, като излъчва най-големите и горещи световни и локални хитове.
The Voice TV стартира на 10 ноември 2006 г. на мястото на телевизия Веселина.
Радио The Voice стартира на 2 април 2007 г. първоначално на честоти в София (96,2 MHz) и в Пловдив (106 MHz). В края на 2011 г. нов собственик на медиите е BSS Media Group.
През октомври 2020 г. „Нова Броудкастинг Груп“ придобива The Voice, както и останалите медии от BSS Media Group (радио Витоша, радио Веселина, радио и телевизия Magic).
Освен с програмата си, ориентирана към аудитория между 18 и 29 години, музикалният бранд The Voice е популярен и с успешните си музикални турнета, които стартират през 2011 г. като всяко лято до пандемията през 2020 г. събира публика в най-големите градове на България.

## Честоти

### Радио
Радио The Voice стартира в България на 2 април 2007 г. на 96,2 FM в София и на 106,0 FM в Пловдив (две от честотите, освободени от Радио Експрес). От 9 октомври 2014 г. радиостанцията излъчва в Карнобат на 93,3 MHz, от 8 септември 2015 г. в Смолян на 88,2 MHz, от 29 юни 2017 г. – в Поморие на 98,7 MHz. От 23 октомври 2018 г. Радио The Voice се излъчва и в Кърджали на 107,5 MHz.
В началото Радио The Voice е специализирано в излъчване на HipHop & RnB музика със слоган The Voice Of Hip Hop & RnB. От 2010 г. The Voice Dancefloor Radio излъчва най-големите Dance & RnB хитове. Водещи на сутрешните и следобедни блокове през годините са били едни от най-популярните радио и телевизионни водещи, изпълнители, влогъри и инфлуенсъри като Сантра и Кристо, Диди, Ванчела, Даяна, Венци Илиев, Жорж, Емил Конрад, Иво, Дивна и др.
От края на 2011 г. радиостанциите на SBS Broadcasting Group в България имат нов собственик – BSS Media Group. Нов е и слоганът на The Voice, който се променя на We Love Music (Ние обичаме музиката), както е и при телевизия The Voice. Стилът на водене по The Voice радио следва линията на интерактивността и общуване с феновете в социалните мрежи. Форматът на радиото е CHR (Contemporary Hit Radio), а целевата аудитория е между 18 и 24 години.
През октомври 2020 г. радиото става част от Нова Броудкастинг Груп.
- София – 96,2 MHz
- Пловдив и Пазарджик – 106,0 MHz
- Карнобат – 93,3 MHz
- Смолян и Пампорово – 88,2 MHz
- Поморие и Бургас– 98,7 MHz
- Кърджали – 107,5 MHz
- Казанлък – 89,3 MHz
- Стара Загора - 94,3 MHz

### Телевизия
Музикалната телевизия The Voice започва излъчване на 10 ноември 2006 г. на мястото на телевизия Веселина. При старта си The Voice TV е част от скандинавската медийна група SBS Broadcasting, като излъчва най-големите и горещи световни и български хитове. The Voice TV е марката, зад която стоят предпочитана музика, качествена визия и добри водещи – три основни елемента, които гарантират качество на съдържанието за млади хора вече 15 години.
В програмата си The Voice TV залага на многообразие от предавания като основен акцент е Planet Voice с водещи Даяна, Ева и Ballan. Всеки делничен ден в предаването зрителите се радват на актуални новини от шоубизнеса, както и на интервюта с български и световни звезди. The Voice TV е медиен партньор на едни от най-добрите музикални фестивали в страната.
The Voice TV вече не е новост на българския пазар, но остава музикалната телевизия No. 1 сред конкурентите си. Телевизията се излъчва ефирно в София – цифрово на 27-и канал (от 2016 г.).
- София – 53 канал (аналогово излъчване, преустановено на 1 септември 2013 г.)
- София – RSTV 64 канал (цифрово излъчване, преустановено от октомври 2023 г.[1]).